# Anaretella deepica
Anaretella deepica är en tvåvingeart som beskrevs av Deshpande, Shaikh och Sharma 2002. Anaretella deepica ingår i släktet Anaretella och familjen gallmyggor. Inga underarter finns listade i Catalogue of Life.